# 王峤 (晋朝)
王峤（3世紀—？），字开山，太原郡晋阳县（今山西省太原市），东晋官员。

## 生平
王峤的祖父王默是曹魏尚书，父亲王佑是西晋北军中候。王峤年幼时有风格，并州和司州都征召他任职，王峤没有就任。永嘉末年，王峤带着两个弟弟躲避战乱渡过长江。当时琅邪王司马睿镇守建邺，下令说：“王佑的三个儿子才到，名德之人的后代，都有操守品行，应得到录用。而且可以给钱三十万，帛三百匹，米五十斛，亲兵二十人。”王峤很快被任命为世子东中郎参军事，没有就任。晋愍帝司马邺征拜王峤担任著作郎，右丞相南阳王司马保也征召王峤做官，王峤都以道路艰险没有前往。司马睿担任丞相，任命王峤为水曹属，王峤出任长山县县令，升任太子中舍人，因病没有就任。王敦请王峤担任参军，封九原县公。
王敦在石头城时，想要禁止私人砍伐蔡洲的荻，向属下官员询问。当时朝廷的军队刚战败，士人和百姓惧怕，没人敢反对。只有王峤说：“中原有菽，老百姓去采摘。百姓不富足，您怎么能富足！如果禁止人们砍柴和采集，不知有什么好处。”王敦不高兴。王敦将要杀周顗和戴渊时，王峤在座位上劝谏说：“人才济济，周文王赖以安宁。怎么能杀戮名士，来保全自身！”王敦大怒，命令斩杀王峤，当时的人害怕，没有敢说话的。谢鲲说：“您行大事，不杀一人。王峤因为劝谏触犯意旨，就要杀他，不也太过了吗？”王敦才罢手。王敦还是讨厌王峤，外调王峤担任领军长史。王敦被平定后，王峤担任中书侍郎，兼任大著作，王峤坚决推辞。王峤又转任越骑校尉，多次改任吏部郎、御史中丞、秘书监，兼任本州大中正。
咸和初年，朝廷议论想要以王峤担任丹杨尹。王峤认为京尹名望大，不宜带病任职，请求补任庐陵郡，于是任命王峤担任庐陵郡太守。因为王峤家贫困，没钱上路，赐给王峤布百匹，钱十万。王峤不久在庐陵郡太守任内去世，谥号穆。儿子王淡继承爵位，历任右卫将军、侍中、中护军、尚书、广州刺史。王淡的儿子王度世任骁骑将军。

## 家庭

### 兄弟姐妹
- 王讷，东晋新淦县县令，王濛之父

### 子女
- 王淡，东晋广州刺史

### 孙子女
- 王劭之[6]
- 王度世，东晋骁骑将军